# Nationale Straßen-Radsportmeister 2009
Die ersten Nationalen Straßen-Radsportmeisterschaften 2009 wurden im Januar in Australien und Neuseeland ausgetragen. In den meisten anderen Nationen hingegen fanden die jeweiligen Straßen-Radsportmeisterschaften Ende Juni statt.
| Nation                       | Straßenrennen – Männer   | Einzelzeitfahren – Männer | Straßenrennen – Frauen        | Einzelzeitfahren – Frauen |
| ---------------------------- | ------------------------ | ------------------------- | ----------------------------- | ------------------------- |
| Albanien                     | Eugert Zhupa             | Eugert Zhupa              | nicht ausgetragen             | nicht ausgetragen         |
| Amerikanische Jungferninseln | Robert Bumann            | nicht ausgetragen         | nicht ausgetragen             | nicht ausgetragen         |
| Andorra                      | ?                        | David Albós               | ?                             | ?                         |
| Antigua und Barbuda          | Jyme Bridges             | Robert Marsh              | Tamiko Butler                 | Tamiko Butler             |
| Argentinien                  | Facundo Bazzi            | Juan Esteban Curuchet     | Carla Álvarez                 | Valeria Müller            |
| Australien                   | Peter McDonald           | Michael Rogers            | Carla Ryan                    | Carla Ryan                |
| Bahamas                      | Tracey Sweeting          | Mark Holowesko            | nicht ausgetragen             | Helen Vincent             |
| Belgien                      | Tom Boonen               | Maxime Monfort            | Ludivine Henrion              | Liesbet De Vocht          |
| Belize                       | Marlon Castillo          | Ernest Meighan            | Shalini Zabaneh               | Shalini Zabaneh           |
| Bermuda                      | Scott Williams           | Garth Thomson             | Deanna McMullen-Thomson       | Deanna McMullen-Thomson   |
| Bolivien                     | Arnold Zapata            | Arnold Zapata             | nicht ausgetragen             | nicht ausgetragen         |
| Brasilien                    | Flavio Santos            | Rodrigo Nascimento        | Janildes Fernandes Silva      | Aline Paroliz             |
| Britische Jungferninseln     | Chris Ghiorse            | Orano Andrews             | Sally Blackmore               | Sally Blackmore           |
| Bulgarien                    | Iwajlo Gabrowski         | Pawel Schumanow           | nicht ausgetragen             | nicht ausgetragen         |
| Burkina Faso                 | Jérémie Ouédraogo        | nicht ausgetragen         | nicht ausgetragen             | nicht ausgetragen         |
| Chile                        | José Aravena             | Jorge Contreras           | Romina Díaz                   | Claudia Aravena           |
| Volksrepublik China          | Xu Gang                  | Li Fuyu                   | nicht ausgetragen             | nicht ausgetragen         |
| Costa Rica                   | Henry Raabe              | José Adrián Bonilla       | Mayra Chinchilla              | Rebeca González           |
| Dänemark                     | Matti Breschel           | Lars Bak                  | Linda Villumsen               | Linda Villumsen           |
| Deutschland                  | Martin Reimer            | Bert Grabsch              | Ina-Yoko Teutenberg           | Trixi Worrack             |
| Ecuador                      | Roberto Quistial         | Segundo Navarrete         | nicht ausgetragen             | María Parra               |
| El Salvador                  | Reynaldo Murillo         | Mario Contreras           | Evelyn García                 | Evelyn García             |
| Elfenbeinküste               | Issiaka Fofana           | nicht ausgetragen         | nicht ausgetragen             | nicht ausgetragen         |
| Estland                      | Rein Taaramäe            | Rein Taaramäe             | Maaris Meier                  | Liisa Ehrberg             |
| Fidschi                      | Mesaka Yalidole          | nicht ausgetragen         | nicht ausgetragen             | nicht ausgetragen         |
| Finnland                     | Kjell Carlström          | Jarmo Rissanen            | Carina Kirssi Ketonen         | Heljä Korhonen            |
| Frankreich                   | Dimitri Champion         | Jean-Christophe Péraud    | Christel Ferrier Bruneau      | Jeannie Longo-Ciprelli    |
| Ghana                        | Samuel Anim              | nicht ausgetragen         | nicht ausgetragen             | nicht ausgetragen         |
| Griechenland                 | Ioannis Drakakis         | Ioannis Tamouridis        | Elissavet Chantzi             | Elissavet Chantzi         |
| Großbritannien               | Kristian House           | Bradley Wiggins           | Nicole Cooke                  | Emma Pooley               |
| Guatemala                    | Rolando Solomán          | Rodrigo Castillo          | nicht ausgetragen             | Cindy Morales             |
| Guyana                       | Warren Christopher McKay | nicht ausgetragen         | Narcia Dick                   | nicht ausgetragen         |
| Iran                         | Rahim Ememi              | Mahdi Sohrabi             | nicht ausgetragen             | nicht ausgetragen         |
| Irland                       | Nicolas Roche            | David McCann              | Heather Wilson                | Olivia Dillon             |
| Island                       | Hafsteinn Ægir Geirsson  | Hafsteinn Ægir Geirsson   | Eva Margrét Einarsdóttir      | Karen Axelsdóttir         |
| Israel                       | Avichai Greenberg        | Ayal Rahat                | Leah Goldstein                | Leah Goldstein            |
| Italien                      | Filippo Pozzato          | Marco Pinotti             | Monia Baccaille               | Noemi Cantele             |
| Japan                        | Taiji Nishitani          | Kazuhiro Mori             | Kanako Nishi                  | Mayuko Hagiwara           |
| Cayman Islands               | nicht ausgetragen        | Jerome Ameline            | nicht ausgetragen             | nicht ausgetragen         |
| Kamerun                      | Sadrak Téguimaha         | nicht ausgetragen         | nicht ausgetragen             | nicht ausgetragen         |
| Kanada                       | Guillaume Boivin         | Svein Tuft                | Alison Testroete              | Tara Whitten              |
| Kasachstan                   | Dmitri Fofonow           | Andrei Misurow            | Natalja Stefanskaja           | Marija Slokotowitsch      |
| Katar                        | Tareq Esmaeili           | nicht ausgetragen         | nicht ausgetragen             | nicht ausgetragen         |
| Kirgisistan                  | Eugen Wacker             | Eugen Wacker              | nicht ausgetragen             | nicht ausgetragen         |
| Kolumbien                    | Óscar Álvarez            | Santiago Botero           | Daniela Salazar               | Ana Paola Madriñan        |
| Kroatien                     | Kristijan Đurasek        | Bruno Radotić             | Marina Boduljak               | Mia Radotić               |
| Lesotho                      | Makhashe Ramolungoa      | Makhashe Ramolungoa       | nicht ausgetragen             | nicht ausgetragen         |
| Lettland                     | Oļegs Meļehs             | Raivis Belohvoščiks       | nicht ausgetragen             | Ivanda Eiduka             |
| Libanon                      | Zaher Al Hage            | Zaher Al Hage             | nicht ausgetragen             | nicht ausgetragen         |
| Libyen                       | Amine Al Kilani          | Fethi Ahmed Atunsi        | nicht ausgetragen             | nicht ausgetragen         |
| Liechtenstein                | Hans Burkhard            | Hans Burkhard             | nicht ausgetragen             | nicht ausgetragen         |
| Litauen                      | Egidijus Juodvalkis      | Ignatas Konovalovas       | Rasa Leleivytė                | Diana Žiliūtė             |
| Luxemburg                    | Andy Schleck             | Kim Kirchen               | Nathalie Lamborelle           | Christine Majerus         |
| Madagaskar                   | Jean Rakotondrasoa       | Jean Rakotondrasoa        | nicht ausgetragen             | nicht ausgetragen         |
| Malaysia                     | Wan Mohammed Najmee      | nicht ausgetragen         | Noor Azian Alias              | nicht ausgetragen         |
| Malta                        | Etienne Bonello          | David Galea               | Danica Spiteri                | nicht ausgetragen         |
| Marokko                      | Adil Jelloul             | nicht ausgetragen         | nicht ausgetragen             | nicht ausgetragen         |
| Mexiko                       | Florencio Ramos          | Ignacio Sarabia           | Verónica Leal                 | Verónica Leal             |
| Mauritius                    | Thomas Desvaux           | Yannick Lincoln           | nicht ausgetragen             | nicht ausgetragen         |
| Moldau                       | Oleg Berdos              | Serghei Țvetkov           | nicht ausgetragen             | nicht ausgetragen         |
| Mongolei                     | Boldbaataryn Bold-Erdene | Boldbaataryn Bold-Erdene  | Dschamsrangiin Öldsii-Solongo | Tserenlchamyn Solongo     |
| Namibia                      | Tjipee Murangi           | Erik Hoffmann             | Carmen Bassingthwaighte       | Chermaine Shannon         |
| Neuseeland                   | Gordon McCauley          | Jeremy Vennell            | Melissa Holt                  | Melissa Holt              |
| Nicaragua                    | Walter José Gaytán       | Manuel Hernández          | nicht ausgetragen             | nicht ausgetragen         |
| Niederlande                  | Koos Moerenhout          | Stef Clement              | Marianne Vos                  | Regina Bruins             |
| Niederländische Antillen     | Jerry Otten              | Jerry Otten               | Gerda Fokker                  | Gerda Fokker              |
| Nordkorea                    | Ri Ho-nam                | Kim Chol-ryong            | Pak Pong-sim                  | Pak Pong-sim              |
| Norwegen                     | Kurt Asle Arvesen        | Edvald Boasson Hagen      | Linn Torp                     | Gunn Hilleren             |
| Österreich                   | Markus Eibegger          | Matthias Brändle          | Christiane Soeder             | Christiane Soeder         |
| Panama                       | Fernando Ureña           | Mohamed Méndez            | nicht ausgetragen             | nicht ausgetragen         |
| Paraguay                     | Fernando Rolón           | Juan Pablo Villamayor     | Claudia Martínez              | Claudia Martínez          |
| Peru                         | Alejandro Ancco          | John Cunto                | María del Pilar Avendaño      | María del Pilar Avendaño  |
| Polen                        | Krzysztof Jeżowski       | Maciej Bodnar             | Małgorzata Jasińska           | Bogumiła Matusiak         |
| Portugal                     | Manuel António Cardoso   | Tiago Machado             | Esther Alves                  | Esther Alves              |
| Puerto Rico                  | Edgardo Richiez          | Edgardo Richiez           | nicht ausgetragen             | nicht ausgetragen         |
| Rumänien                     | Gabriel Sorin Pop        | Gabriel Sorin Pop         | Enikő Nagy                    | Enikő Nagy                |
| Russland                     | Sergei Iwanow            | Artjom Owetschkin         | Julija Ilijnich               | Tatjana Antoschina        |
| São Tomé und Príncipe        | nicht ausgetragen        | Edjmer Amado Sousa        | nicht ausgetragen             | nicht ausgetragen         |
| Schweden                     | Marcus Ljungqvist        | Alexander Wetterhall      | Jennie Stenerhag              | Emilia Fahlin             |
| Schweiz                      | Fabian Cancellara        | Rubens Bertogliati        | Jennifer Hohl                 | Karin Thürig              |
| Serbien                      | Ivan Stević              | Žolt Der                  | Jovana Krtinić                | Jovana Krtinić            |
| Seychellen                   | Andy Rose                | Andy Rose                 | nicht ausgetragen             | nicht ausgetragen         |
| Simbabwe                     | Conway Mohamed           | nicht ausgetragen         | Linda Davidson                | nicht ausgetragen         |
| Singapur                     | Ji Wen Low               | nicht ausgetragen         | Siew Kheng Dinah Chan         | nicht ausgetragen         |
| Slowakei                     | Martin Velits            | Roman Broniš              | Monika Kadlecová              | Alžbeta Pavlendová        |
| Slowenien                    | Mitja Mahorič            | Janez Brajkovič           | Sigrid Corneo                 | Tjaša Rutar               |
| Spanien                      | Rubén Plaza              | Alberto Contador          | Marta Vilajosana              | Débora Gálvez             |
| St. Kitts und Nevis          | Reggie Douglas           | Reggie Douglas            | Kathryn Bertine               | Kathryn Bertine           |
| St. Lucia                    | Kurt Maraj               | Kurt Maraj                | nicht ausgetragen             | nicht ausgetragen         |
| Südafrika                    | Jamie Ball               | Jacobus Venter            | Lynette Burger                | Cashandra Slingerland     |
| Suriname                     | Jair Tjon En Fa          | Moses Rickets             | Jo-Ann Veldhuizen             | Jo-Ann Veldhuizen         |
| Taiwan                       | Feng Chun Kai            | nicht ausgetragen         | nicht ausgetragen             | nicht ausgetragen         |
| Trinidad und Tobago          | Adam Alexander           | Colin Wilson              | Donna Pollard                 | Chloe Hosein              |
| Tschechien                   | Martin Mareš             | František Raboň           | Martina Růžičková             | Tereza Huříková           |
| Tunesien                     | Maher Hasnaoui           | nicht ausgetragen         | nicht ausgetragen             | nicht ausgetragen         |
| Türkei                       | Mustafa Güler            | Muhammet Eyüp Karagöbek   | Esra Kürkçü                   | Merve Tayfun              |
| Ukraine                      | Wolodymyr Startschyk     | Andrij Hrywko             | Jewgenija Wysozka             | Jewgenija Wysozka         |
| Ungarn                       | István Cziráki           | Rida Cador                | Mónika Király                 | Anikó Révész              |
| Uruguay                      | Néstor Aquino            | Daniel Fuentes            | nicht ausgetragen             | nicht ausgetragen         |
| Usbekistan                   | Sergey Lagutin           | Vladimir Tuychiev         | nicht ausgetragen             | nicht ausgetragen         |
| Venezuela                    | Honorio Machado          | José Rujano               | María Elena Briceño           | Danielys García           |
| Vereinigte Arabische Emirate | Mohamed Hasan Al Marwi   | Hammad Badr               | nicht ausgetragen             | nicht ausgetragen         |
| Vereinigte Staaten           | George Hincapie          | David Zabriskie           | Meredith Miller               | Jessica Phillips          |
| Vietnam                      | Truong Tai Nguyễn        | Mai Công Hiếu             |                               |                           |
| Belarus                      | Jauheni Hutarowitsch     | Branislau Samojlau        | Tatjana Scharakowa            | Tatjana Scharakowa        |
| Zypern                       | Vassilis Adamou          | Vassilis Adamou           | nicht ausgetragen             | nicht ausgetragen         |